# Dan Amboyer
 (janvier 2017).
Dan Amboyer (né le 28 décembre 1985 à Détroit à Michigan aux États-Unis) est un acteur américain connu pour le rôle du Prince William dans le téléfilm William & Kate : Romance royale ainsi que pour son rôle de Thad Steadman dans la série télévisée Younger.

## Biographie
Dan Amboyer est né à Détroit, à Michigan aux États-Unis de Claudia et du Dr Donald Amboyer. Amboyer a fréquenté l'école The Roeper School et a étudié dans un collège d'arts nommé Interlochen Arts Academy. Amboyer a ensuite poursuivi ses études à Carnegie Mellon School of Drama, où il a été récompensé l'admission précoce après son année junior de lycée. Après ses études, il a déménagé à New York et a commencé à jouer à la télévision ainsi qu'au théâtre.
Le 7 octobre 2017, Dan Amboyer fait son coming out et annonce qu'il s'est marié avec son compagnon de longue date, Eric P. Berger, le même jour à New york.

### Carrière
C'est en 2007 qu'il obtient un vrai rôle à la télévision, il y joue dans le soap opera La Force du destin. Cette même année, il joue le rôle de Todd Barton dans un épisode de la série télévisée américaine New York, police judiciaire. En 2011, il obtient le rôle de George White dans le cinquième épisode de la première saison de la série télévisée Body of Proof. La même année, il joue le rôle principal dans le téléfilm William & Kate : Romance royale, celui du Prince William. En 2013, il obtient le rôle de Ron dans la série Inside Amy Schumer dans le quatrième épisode de la première saison. Cette même année, il joue le rôle de Don Juan dans le premier épisode de la troisième saison de la série télévisée américaine Person of Interest. L'année prochaine, il joue le rôle de Bean dans le court-métrage Lily in the Grinder. En 2014, il joue le rôle de Douglas dans le film Untitled Wall Street Project. Il joue aussi dans Unforgettable en 2014, il y joue le rôle de Eric Oliver. Depuis 2015, il joue le rôle de Thad Steadman dans Younger aux côtés d'Hilary Duff et Sutton Foster. En 2015, il obtient l'un des rôles principaux dans un épisode de la web-série After Ever After, il y joue le rôle du Prince Phillip. Cette même année, il joue le rôle de Jake dans le film Love the Coopers. Le 30 décembre 2015, il est annoncé dans le rôle de Green Lantern/Hal Jordan dans l'univers cinéma de DC Comics. [Interprétation personnelle ?]

## Filmographie

### Cinéma
| Année | Titre                                    | Rôle                              | Notes                                |
| ----- | ---------------------------------------- | --------------------------------- | ------------------------------------ |
| 2011  | William & Kate : Romance royale          | Prince William                    | Film de Linda Yellen                 |
| 2014  | Lily in the Grinder                      | Bean                              | Court-métrage de Michael Morgenstern |
| 2015  | Love the Coopers                         | le beau jeune homme au restaurant | Film de Jessie Nelson                |
| 2016  | Batman v Superman : L'Aube de la Justice | Drone Pilot                       | Film de Zack Snyder                  |

### Télévision

#### Séries télévisées
| Année       | Titre                       | Rôle           | Notes                |
| ----------- | --------------------------- | -------------- | -------------------- |
| 2007        | La Force du destin          | Un français    | 1 épisode            |
| 2007        | New York, police judiciaire | Todd Barton    | 1 épisode            |
| 2011        | Body of Proof               | George White   | 1 épisode            |
| 2013        | Inside Amy Schumer          | Ron            | 1 épisode            |
| 2013        | Person of Interest          | Don Juan       | 1 épisode            |
| 2014        | Unforgettable               | Eric Oliver    | 1 épisode            |
| Depuis 2015 | Younger                     | Thad Steadman  | Rôle récurrent       |
| 2015        | After Ever After            | Prince Phillip | Web-série, 1 épisode |
| 2015        | Benders                     | Christian      | Rôle récurrent       |
| 2022        | Uncoupled                   | Luke           | 1 épisode            |

#### Téléfilms
| Année | Titre                                                                  | Rôle                        | Réalisateur        |
| ----- | ---------------------------------------------------------------------- | --------------------------- | ------------------ |
| 2011  | William & Kate : Romance royale (William & Catherine: A Royal Romance) | HRH Prince William of Wales | Linda Yellen       |
| 2014  | Wall Street                                                            | Douglas                     |                    |
| 2017  | Noël au pays des jouets (A Very Merry Toy Store)                       | Randy Forrester             | Paula Hart         |
| 2018  | Faith Under Fire                                                       | Russ Holder                 | Vondie Curtis-Hall |
| 2018  | Noël en duo (Country Christmas Album)                                  | Trevor                      | Danny Buday        |
| 2020  | Un mensonge en héritage (Secrets That Kill)                            | Luke                        | Danny J. Boyle     |

## Voir Aussi